# Minilimosina fungicola
Espèce
Synonymes
- Limosina fungicola Haliday, 1836
(protonyme)
- Leptocera fungicola (Haliday, 1836)
- Limosina exigua Rondani, 1880

Minilimosina fungicola est une espèce de diptères de la famille des Sphaeroceridae.